# 文心雕龍風格學
《文心雕龍風格學》是詹鍈針對於《文心雕龍》風格學研究的專著，1982年由人民文學出版社出版，全書約十萬字。

## 成書
作者在調到中文系之後，陸續發佈了《文心雕龍》風格學的論文多篇，有些於1979年、1980年間在各雜誌上發佈。而《〈文心雕龍〉風格學》正是作者將已發表、將發表、未發表的論文集編為一集。:193-194但是，此書並不是單純組織松散的論文集，而是「一個有機的整體」，有些篇章的排列順序是有意安排的。:271

## 凡例
整書分十個部份，書前先是「風格釋義」，書後有「後記」，正文包括有：
1. 《文心雕龍》論風格與個性的關係
2. 齊梁美學的「風骨」論
3. 再論「風骨」
4. 《文心雕龍》的「定勢」論
5. 《文心雕龍》的「隱秀」論
6. 《文心雕龍》論才思與風格的關係
7. 《文心雕龍》的時代風格論
8. 《文心雕龍》的文體風格論

## 理論
雖然研究《文心雕龍》風格學的書籍雖然有很多，但是大多都是泛泛立論，又或者是單單泛述而沒有建立一個相對完整的風格學理論體系。又或者是主張《體性》才是《文心雕龍》風格學的專章。而詹鍈和他們的看法有所不同，他主張風格論貫穿在《文心雕龍》的全書之中，「從《文心雕龍》的全書的內容來看，不僅有好幾篇專論風格，而且對於作家作品風格的評論和分析也貫穿在其中。
作者使用了心理學以分析《文心雕龍》中的風格學。在「才」、「氣」、「學」、「習」與風格形式的關係中，他認為「才」、「氣」、「學」、「習」是形式風格「作家本身的四種心理因素」，並指中當中的「才」、「氣」是來自於魏晉以來的「才性論」，所以說是「情性所鑠」，而「學」、「習」兩個因素並歸之為後天的「陶染所凝」，則是劉勰自己的創新。此外，他又以現代美學的觀點來研究風格的形成和作家個性的關係，例如他通過比較約翰·羅斯金《論作品即作者》的觀點和《體性》中的觀點以比較，認為羅斯金和劉勰同樣都指出作家的道德與作家的風格應該大體一致。
在風格的傾向性方面，詹鍈主張《定勢》篇論述的是作品的風格傾向問題，是《文心雕龍》風格學的一部份。在過去，研究者大多都認為定勢談的是具體創作風格的問題，但是他從劉勰的「勢」是來自於《孫子兵法》來看，主張「勢」作品的風格傾向。他又在此以現代的美學分析延伸，指出劉勰的「勢」是一種「無定之中的有定」，和現代美學理論中的「多樣化的統一」是相同的。
在《風骨》篇，他主張風骨是風格的一部份。他主張「風骨」指和魏晉風骨是一樣的，「『風骨』並不是劉勰裏特創的名詞」，並主張「『風骨』就是鮮明、生動、明朗、壯麗的風格」，指出《論崇高》中的觀點和劉勰的觀點也是相近的。作者認為和「陽剛之美」對應的是「陰柔之美」，即《隱秀》。他主張《隱秀》篇是真實的，認為「隱秀」是由「隱篇」和「秀句」所組成的，劉勰在當中論述了詩歌的柔情和柔性風格。
在風格的共性方面，作者主張《文心雕龍》的《時序》、《通變》、《明詩》都討論了時代風格的問題。時代風格指的是「一個時代的作家的作品，在風格上有許多相同或相近的地方」，他認為劉勰在政治興衰、社會風氣、學術思想的某些地方，涉及了時代風格的問題，並指出劉勰特別強調「上而下的『風化』作用」，因此在「征圣」、「宗經」中，墜入文學風格退化論。

## 迴響
在《風格學》出書之前，有些論文在單篇發表的時候已經被學者懷疑當中的看法，例如楊明照、王達津都不同意《論〈文心雕龍〉的「隱秀」論》中詹鍈將補文當作是真的看法。1982年的《文學遺產》中，牟世金對於詹鍈的「風骨論」、「定勢論」和「文體風格論」提出了不同的看法。:277-278
劉文忠認為，詹鍈所建立的《文心雕龍》風格學體系，似有將風格擴大化的傾向，指「《風格學》中的八篇文章，幾乎半數以上不屬於風格論」。指他雖然引用了布封在《論風格》（《自然史》的其中一篇）的一句名言：「風格即是人本身」，但是他在「風骨論」、「定勢論」、「隱秀論」和文體風格論中，都忽略了「風格即人」的名言，指他「沒有很好地把握藝術風格的本質」。:282-284
李平認為，此書構建了一個完整的風格學理論體系，研創了《文心雕龍》風格學的先河。作者基於他的心理學知識以分析風格學，為相關的問題提供了心理學證據，而這是很多《文心雕龍》研究者難以達到的。在「定勢」是來自於《孫子兵法》的說法來說，詹鍈的看法不夠全面，雖兩者有所相同，但是也有不同的地方，沒有考慮到書畫理論中的「勢」對劉勰的影響。而將「風骨」視為是風格論的看法，主張別開生面，有方法上的新意義。但是李平也指出，他的看法也有些不盡人意的地方。在「風骨」中，雖然提出《風骨》是風格的學者並不少，但是這是首次將其系統理述，又是將其定義為「陽剛之美」的學者，有開創性的意義，但是他沒有注意到劉勰多把「風」和「骨」分開論述的問題。他在同書中也說，「說『風骨』就是風格的人，有的對於『風』和『骨』兩者不加區別，把它當成一個概念」，前後的觀念有些矛盾。
戚良德認為，作者以深厚的心理學分析「才」、「氣」、「學」、「習」的關係，「這種跨學科的研究所得即便在今天仍然是令人耳目一新」。他又指，作者使用了《孫子兵法》以分析了「勢」這一個概念，指「看起來有些劍走偏鋒，實際可能卻可能正得其理。」，而在現代美學上的延伸，他認為作者的解說可謂是「言不煩而切實可行」，指作者針對《文心雕龍》這個難解的問題來說，「實屬難能可貴」。在「風骨」和「隱秀」兩個問題方面，戚良德指，作者將齊梁美學中的風骨帶進《文心雕龍》，指他「視野開闊且高屋建瓴的」；「隱秀」方面，作者以《隱秀》補文是劉勰之作出發，將《隱秀》的逸文也一起使用，雖然目前學界都不認同《隱秀》篇是劉勰所作，但是作者的闡釋效果而言，沒有牽強之感。
詹福瑞認為，「此書以現代西方美學觀點來研究《文心雕龍》，建構了完整的《文心雕龍》風格學的理論體系，開創了《文心雕龍》研究的新領域」。:194牟世金認為，《文心雕龍》風格學「揭示了《文心雕龍》確有系統的風格學」。:194陳允鋒認為，此書是「對《文心雕龍》文學理論進行專題研究的一個成功範例」，指作者參照了西方的理論，從美學、心理學角度深探劉勰的風格論，因此「有相當的理論深度」。